# Tromlelager
Et tromlelager eller et magnettromlelager er en form for baggrundslager til computere, der ikke mere anvendes. Det består af en hurtigt roterende tromle med en magnetiserbar overfladebelægning. Ned langs tromlen sidder en række fastmonterede læse/skrivehoveder, et hoved for hvert spor. Ved at sende strøm gennem et hoved på det rigtige tidspunkt, kan en række bits skrives som magnetiske pletter på overfladen af tromlen. Ved modsat at forstærke og aflæse den strøm, som magnetiseringen inducerer, når den passerer under et hoved, kan man aflæse bit'ene igen. Modsat et pladelager kræver tromlelageret ikke, at læse/skrivehovedet på en arm bevæges ind til den rette position. Enkelte tromlelagre var dog lavet med bevægelige hoveder.
Et minde om tromlelageret er, at sidefilen på et BSD UNIX-system ligger i kataloget /dev/drum.
| Hardware | Spire Denne artikel om computere og anden hardware er en spire som bør udbygges. Du er velkommen til at hjælpe Wikipedia ved at udvide den. |